# Avenue du Général-de-Gaulle (Saint-Nazaire)
Pour les articles homonymes, voir Avenue du Général-de-Gaulle et Charles de Gaulle (homonymie).
L'avenue du Général-de-Gaulle est l'une des plus importantes artères de Saint-Nazaire (Loire-Atlantique).

## Situation et accès
Longue d'environ 880 m, cette avenue rectiligne débute au niveau du boulevard Léon-Gambetta pour aboutir place des 4-Z'horloges.

L'artère est bordée par des immeubles 3-4 étages dans le style du mouvement Moderne construit au début des années 1950.
Une voie réservée aménagée sur une bonne partie de sa longueur permet au bus à haut niveau de service (BHNS) baptisé « Hélyce » de desservir l'hôtel de ville situé sur le côté sud de l'artère dans le prolongement l'avenue de la République.

À proximité de la mairie, au no 35, se trouve l'un des sièges de la Chambre de commerce et d'industrie de Nantes et de Saint-Nazaire.

L'église Saint-Nazaire se trouvant juste à côté de la place des 4-Z'horloges.
Transports en commun
- Bus à haut niveau de service : Ycéo « Hélyce »
- Bus : Ycéo U2 - U3 - S/D

## Origine du nom
Cette voie rend honneur à Charles de Gaulle (1890-1970), général, chef de la France libre et président de la République française de 1959 à 1969.

## Historique
Elle s'appelait autrefois « rue Villès-Martin », selon certaines plaques de rue.